# Nanarchaea
Genre
Nanarchaea est un genre d'araignées aranéomorphes de la famille des Malkaridae.

## Distribution
Les espèces de ce genre sont endémiques d'Australie.

## Liste des espèces
Selon World Spider Catalog (version 18.0, 09/05/2017) :
- Nanarchaea binnaburra (Forster, 1955)
- Nanarchaea bryophila (Hickman, 1969)

## Publication originale
- Rix, 2006 : Systematics of the Australasian spider family Pararchaeidae (Arachnida: Araneae). Invertebrate Systematics, vol. 20, no 2, p. 203-254.